# فيونا فولرتون
فيونا فولرتون (بالإنجليزية: Fiona Fullerton)‏ هي ممثلة بريطانية، ولدت في 10 أكتوبر 1956 في نيجيريا.

## أعمال

### أفلام
- (1971) نيكولاس وأليكساندرا
- (1985) نظرة إلى قتل[5][6][7]

## وصلات خارجية
- فيونا فولرتون على موقع IMDb (الإنجليزية)
- فيونا فولرتون على موقع ألو سيني (الفرنسية)
- فيونا فولرتون على موقع ميوزك برينز (الإنجليزية)
- فيونا فولرتون على موقع أول موفي (الإنجليزية)
- فيونا فولرتون على موقع قاعدة بيانات الأفلام السويدية (السويدية)
- فيونا فولرتون على موقع إن إن دي بي (الإنجليزية)
- فيونا فولرتون على موقع ديسكوغز (الإنجليزية)
- فيونا فولرتون على موقع قاعدة بيانات الفيلم (الإنجليزية)
- فيونا فولرتون على موقع كينوبويسك (الروسية)